# Новоассирийское царство
Новоассирийское царство — государство в Древней Месопотамии и на Ближнем Востоке; один из периодов существования Ассирийского царства, длившийся с 934 по 609 год до н. э. В течение этого периода Ассирия укрепляла свои позиции в качестве региональной державы, достигла максимального расширения границ и превратилась в первую «мировую» империю, установив относительно длительный период спокойствия на Ближнем Востоке (Pax Assyriaca).

## Подъём Ассирии в X—IX веках до н. э.
Из всех осколков цивилизации Бронзового века в Восточном Средиземноморье и Передней Азии в начале I тысячелетия до н. э. Ассирия имела наиболее благоприятные шансы на возрождение, так как в её пределах находились основные торговые пути, идущие по реке Тигр на юг и северо-запад и сухопутные на восток, север и запад. Кроме того Ассирия сохранила превосходную военную организацию, её серьёзный соперник Вавилония тяжко пострадала от нашествия халдеев, разрозненные горные племена к востоку и северу от Ассирии были способны максимум на разбойничьи набеги, чему можно было воспрепятствовать сравнительно малыми силами, а остальные погрязли в междоусобицах.
В X веке до н. э., ради укрепления своей независимости от городского совета Ашшура, цари перенесли свою резиденцию в другой город, оставив за Ашшуром лишь роль культового центра и места погребения умерших царей.
В X веке до н. э. Ассирия лишь изредка позволяла себе небольшие рейды в горы на северо-восток и восток. Первые серьёзные наступления на запад и на юг были предприняты лишь на рубеже X—IX веков до н. э. Главный результат первых военных походов ассирийцев заключался в том, что были восстановлены боевой дух ассирийцев и их престиж в глазах соседей. Планомерная экспансия Ассирии началась, когда царём был Ашшур-нацир-апал II (884—859). В 876 году до н. э. его войско вышло на сирийский берег Средиземного моря. Ближайшие преемники Ашшур-нацир-апала II успешно продолжали экспансию.
Без боя противники ассирийцев сдавались довольно редко. В таких случаях их облагали данью и оставляли под властью местных правителей, если ассирийцы им доверяли, или своих ставленников. Зачастую же ассирийцы встречали сопротивление, и тогда они проявляли невиданную доселе жестокость — покорённое население истреблялось с применением устрашающих способов умерщвления людей, города разрушались до основания, сады вырубались, каналы засыпались, все материальные ресурсы завоёванных стран (в первую очередь лошади, скот и готовые товары, но и сырьё тоже) перекачивались в Ассирию — мятежные территории за короткое время подвергались фактически полному опустошению, обращались в пустыню. Пленных ассирийцы, как правило, не брали, если только небольшое число воинов или ремесленников переселялось в Ассирию (обычай истреблять всех захваченных в бою был, по-видимому, распространён в то время в Передней Азии повсюду).

## Упадок Ассирии в IX—VIII веках до н. э.
При преемниках Ашшур-нацир-апала II ситуация в Ассирийском государстве начала ухудшаться. Жестокая политика по отношению к завоёванным странам вела к тому, что, будучи опустошёнными, провинции переставали давать доход, но в то же время требовались постоянные расходы на их удержание. Области коренной Ассирии из-за военных потерь тоже сильно обезлюдели. Торговля стала идти в обход ассирийских владений. Из-за экономического упадка значительная часть мелких производителей попадала в долговую кабалу, теряла свои земли, что ослабляло и военную мощь Ассирии. Огромная военная добыча расходовалась на новые военные экспедиции или оседала в руках военно-бюрократической верхушки, приобретавшей все большее влияние. Наместники провинций обладали чрезмерной властью, были там почти царями и не прочь были стать царями настоящими.
Изменилась и политическая ситуация вокруг Ассирии, и уровень военно-политического могущества Ассирии тоже начал постепенно падать. Мелкие сирийские государства перед лицом общего врага образовали два довольно мощных союза — Северный с центром в Каркемише и Южный с центром в Дамаске, а на Армянском нагорье разрозненные племена объединились в сильное государство Урарту. Несколько походов Салманасара III (859—824) в Сирию были неудачными, несмотря на то что у него было более ста тысяч воинов, а Южный и Северный сирийские союзы не оказывал друг другу поддержки. И даже добившись в конце концов там успеха, взять Дамаск он всё равно не смог. Потом для поддержания ассирийской власти в Сирии требовалось повторять походы. Походы против Манны и Урарту были более удачными.
Вавилония, чей царь обратился за помощью к Салманасару III в борьбе со своим соперником за удержание трона, стала фактическим вассалом Ассирии. Беспрерывные войны истощили Ассирию, и в ней росло недовольство, а в последние годы его царствования вспыхнул мятеж, который был поддержан всей коренной Ассирией и во главе которого стоял царевич, обойдённый отцом при назначении наследника. Вновь двинуться за Евфрат ассирийский царь в такой обстановке уже не пытался, и таким образом, была потеряна Сирия. Действующая армия осталась верна царю и назначенному наследнику Шамши-Ададу V (824—811), но для подавления мятежа потребовалось целых два года, и пришлось возвратить вавилонскому царю захваченные у него земли.
Экспансия Ассирии возобновилась при Адад-нирари III (811—783). Воспользовавшись распрями в Южносирийском союзе, он в 805 году до н. э. двинулся в Сирию. Там он собрал дань с местных царств, но закрепиться не смог. Не смог он предпринять и успешных действий против Урарту. В его правление были предприняты походы против маннейцев и мидян. В Вавилонии он добился успеха, заключив договор, на основании которого ассирийский царь стал «покровителем» Вавилонии. Конец правления Адад-нерари III ознаменовался новыми мятежами и мощным наступлением Урарту, под чьё влияние теперь подпали государства верхнего Евфрата и Северной Сирии.
В конце IX века в Ассирии начала распространяться вавилонская культура — обогатившаяся военной добычей верхушка ассирийского общества стала уделять больше внимания искусству, литературе, науке, а главным хранителем общемесопотамских культурных традиций являлся Вавилон. Адад-нерари III послал в главные вавилонские святилища богатые дары, ассирийцы стали всячески подчёркивать культурное и религиозное единство двух народов.
Все царствовавшие один за другим три сына Адад-нерари III вели тяжёлые войны с Урарту, шаг за шагом теряя свои позиции. Новые мятежи и эпидемии довершили крах политики, начало которой положил Адад-нерари II. В результате гражданской войны к власти пришёл Тиглатпаласар III (745—727).

## Тиглатпаласар III. Подъём Ассирии в третьей четверти VIII века до н. э.
Надо было кем-то заселить опустошённые завоеваниями земли, изменить управление провинциями так, чтобы пресечь попытки к отделению, реорганизовать и укрепить армию, удовлетворить экономические запросы различных группировок верхушки ассирийского общества.
Тиглатпаласар III понял необходимость коренных перемен, и с его царствования начинаются новые, небывалые доселе в Ассирии порядки.
Тиглатпаласар III стал насильственно переселять в коренную Ассирию и в другие провинции жителей завоёванных территорий вместе с их семьями, имуществом и даже «вместе с их богами». Людей изредка угоняли и раньше, но в ограниченных масштабах. Тиглатпаласар III начал делать это в невиданных до того масштабах. Угоняемых старались селить как можно дальше от их родины и вперемешку с другими племенами. Эту практику продолжали и следующие ассирийские цари, и ко времени гибели Ассирийской державы счёт общего числа таких переселенцев шёл на сотни тысяч. Помимо прочего, следствием этой практики стало то, что арамейский язык стал общеупотребительным на территории всей Ассирийской державы — переселенцы усваивали его в качестве общего разговорного языка, хотя официальные документы продолжали писать на аккадском языке.
Проблему сепаратизма Тиглатпаласар III решил тем, что прежние большие области разделил на множество мелких, во главе которых ещё и поставил евнухов, чтобы не опасаться возникновения династий.
Армия, до того состоявшая из военных колонистов и ополчения, была реорганизована в постоянное профессиональное войско, находившееся на полном содержании у царя. Этот шаг помимо повышения боеспособности армии увеличивал также независимость царя от общин, прежде выставлявших ополчение. Армия была единообразно экипирована и превосходно обучена. Ассирийцы первыми начали широко применять стальное оружие. Они же впервые ввели два новых рода войск — регулярную кавалерию и сапёров. Кавалерия, заменившая традиционные отряды колесниц, позволяла наносить внезапные стремительные удары, застигая противника врасплох и нередко добиваясь успеха малыми силами, а также преследовать разбитого противника вплоть до его полного уничтожения. Отряды сапёров прокладывали дороги и наводили переправы, позволяя ассирийскому войску преодолевать местности, считавшиеся непроходимыми. Они же впервые дали возможность вести правильную осаду крепостей с применением осадного вала, насыпей, стенобитных машин и т. п. либо полной блокады, позволяющей взять город измором. Наконец, новая ассирийская армия имела превосходно налаженную службу разведки и связи. Это ведомство считалось столь важным, что во главе его обычно стоял наследник престола.
Тиглатпаласар III был не только выдающимся администратором, но и блестящим полководцем и реалистичным политиком. Начал он с обеспечения безопасности южных и восточных границ своего государства. Вавилонию он прошёл до самого Персидского залива, громя халдейские племена и выселяя в Ассирию множество пленных, но не причиняя никакого ущерба городам и, напротив, всячески подчёркивая свою роль их защитника и покровителя. На востоке были разгромлены горные племена Загроса и созданы две новые области. Отсюда также было переселено множество людей. Отдав этому два года, Тиглатпаласар III приступил к борьбе с Урарту за Сирию. Разбив в ожесточённом сражении на верхнем Евфрате урартское войско, он двинулся дальше на запад и после длительной осады взял город Арпад, возглавлявший в то время Северо-сирийский союз. Через пять лет поход в Сирию был повторён. Мелкие царства Сирии, а также юго-востока Малой Азии и арабские племена Сирийской полупустыни были принуждены к покорности и обложены данью. Из Сирии также значительная часть населения была угнана в плен. Затем был предпринят далёкий поход на восток — в «страну могучих мидян». Ассирийское войско дошло до горы Демавенд и вернулось с огромной добычей и 65 тыс. пленных. В 735 году до н. э. ассирийское войско вторглось в пределы Урарту и осадило его столицу Тушпу. Но взять её с налёта не удалось, а вести длительную осаду Тиглатпаласар III счёл, видимо, излишним. Вместо этого его войско прошло огнём и мечом всю страну, нанеся урартам страшный ущерб. Последующие годы Тиглатпаласар III провёл в Сирии и Палестине, где дошёл со своим войском до границы Египта. В 732 году до н. э. был взят Дамаск, стоявший во главе почти всех антиассирийских движений. Ассирийская гегемония в Сирии была, таким образом, вновь подтверждена и закреплена.
Пока Тиглатпаласар III вёл свои военные кампании на востоке, севере и западе, Вавилония из-за ряда внутренних событий впала в полную анархию. Ассирийский царь явился туда как восстановитель порядка и спокойствия. Настал момент для осуществления того, к чему давно уже стремились ассирийские цари. Халдейские племена подверглись жестокому разгрому, 120 тыс. человек были угнаны в плен. Но завоёванную страну не разделили, как обычно, на области. Престиж Вавилонии был столь велик, что Тиглатпаласар III предпочёл короноваться в качестве вавилонского царя (под именем Пулу), объединив таким образом всю Месопотамию личной унией.
Наследник Тиглатпаласара III Салманасар V (727—722) получил царства, простиравшуюся от Персидского залива до Средиземного моря.

## Ассирия в конце VIII—VII веке до н. э.
После смерти Салманасара V халдейский вождь Мардук-апла-иддин II, ещё недавно плативший дань ассирийскому царю, захватил власть в Вавилонии. Он оказался столь серьёзным противником ассирийцев, что бороться с ним пришлось не только новому царю Саргону II, но и его сыну, когда тому в свою очередь пришло время царствовать.

### Правление Саргона II (722—705)
Саргон II по своим способностям мало уступал Тиглатпаласару III. И перед ним тоже стояли трудные проблемы. Помимо того, что отпал Вавилон, в Сирии возникла новая антиассирийская коалиция, а Урарту оправилось от разгрома, учинённого в 735 году до н. э. Тиглатпаласаром III, и вновь готовилось к войне. Кроме того, появился новый страшный враг — киммерийцы. Но начал Саргон II с внутренних дел, с того, что торжественно подтвердил и умножил древние привилегии городов и храмов, чем привлёк на свою сторону горожан и жречество (в том числе и в Вавилонии). Поход на Вавилонию, предпринятый в 720 году до н. э. провалился, но в Сирии ассирийцы разбили силы коалиции и вернули отпавшие было провинции, пройдя затем всю Палестину до египетской границы. Саргон II воспользовался тем, что киммерийцы нанесли урартам поражение. В коротком и чрезвычайно кровопролитном бою урартское войско, застигнутое врасплох, было рассеяно, а их царь Руса I едва сумел спастись бегством. Урарту и подчинённые ему мелкие царства были вновь разграблены. В руки ассирийцев попали несметные богатства, а Урарту никогда уже не смогло оправиться от этого погрома и утратило своё значение сильной региональной державы своего времени. После этого Саргон II приступил к решению главной задачи — новому завоеванию Вавилонии. В 710 году до н. э. он двинул свои войска на юг. Города Вавилонии приняли его сторону, Мардук-апла-иддин II бежал, а Саргон II короновался в качестве вавилонского царя и женил своего сына и наследника Синаххериба на знатной вавилонянке.
Все годы правления Саргона II были наполнены мятежами и на востоке, и на западе. Подавляя их, он создавал новые провинции. В 707 году до н. э. Саргон II с огромной добычей вернулся в новую столицу Дур-Шаррукин («Крепость Саргона») к северу от Ниневии, где и прожил свои последние годы.

### Правление Синаххериба (705—680)
Синаххериб в своей политике опирался исключительно на грубую силу, а со жрецами и горожанами не ладил. Он пренебрёг совершением коронационных обрядов в Вавилоне. Это обстоятельство стало поводом для Мардук-апла-иддина попытаться вновь захватить там власть. Элам оказал ему помощь в этом. В 702 году до н. э. Синаххериб наголову разбил вавилоно-эламские войска. 200 тысяч халдеев были депортированы в другие области державы, но сам Мардук-апла-иддин снова избежал плена. Синаххериб продолжал пренебрегать вавилонским троном и посадил на него свою марионетку, а позже своего сына и наследника Ашшур-надин-шуми.
В Сирии также пытались сбросить с себя ассирийское иго. Там Синаххерибу пришлось разбить войско филистимского города Экрона, поддержанное египетскими отрядами, а затем осадить Иерусалим. С осадой Иерусалима связана первая зафиксированная в истории попытка вести пропаганду среди вражеских войск — ассирийский военачальник обратился к стоявшим на стене иудейским военачальникам на их родном языке и, красочно описав предстоящие ужасы осады, предложил им капитулировать. Предложение иудейских военачальников вести переговоры на арамейском языке, чтобы они были непонятны воинам гарнизона, ассириец отклонил, так как хотел чтобы его поняли все. Большинство других государств Сирии и Палестины без особых уговоров выразили покорность и согласились платить дань. Ассирийские провинции в Сирии были расширены, а в важнейших городах финикийского и филистимлянского побережья посажены проассирийски настроенные правители.
Синаххериб преследовал Мардук-апла-иддина даже за морем, для чего с помощью финикийских мастеров и мореходов специально снарядил флот. Мардук-апла-иддин умер до того, как ассирийская карательная экспедиция настигла его.
Своим высокомерием Синаххериб восстановил против себя города вообще, а Вавилон особенно. Поэтому очередное вторжение эламитов в Вавилонию, даже уже и без Мардук-апла-иддина, почти не встретило сопротивления. Синаххериб едва спас свою армию. Ашшур-надин-шуми был уведён пленником в Элам, где вскоре умер или был убит, а царём эламиты посадили своего ставленника. Вавилонский поход 693 года до н. э. имел лишь частичный успех. В 691 году до н. э. в новом походе ассирийское войско встретилось не только с халдеями, вавилонянами и эламитами, но даже и персами. Грандиозное сражение закончилась вничью (позже каждая сторона приписала победу себе). Огромные потери вынудили обе стороны временно прекратить военные действия.
Многие предшественники Синаххериба выбирали для себя новую столицу. Синаххериб избрал Ниневию, отстроив её с величайшей пышностью. Территория города была значительно увеличена и обнесена мощными укреплениями, был построен новый дворец, обновлены храмы. Для снабжения города и разбитых вокруг него садов хорошей водой соорудили акведук.
В 689 году до н. э., воспользовавшись смутами в Эламе, Синаххериб снова двинулся на Вавилон. В этот раз он учинил над Вавилоном беспримерную расправу — взяв город штурмом, разрушил его до основания, а уцелевших обитателей увёл в плен. Он также увёз в Ассирию статуи богов, в том числе и статую Мардука. Эта кощунственная жестокость не только ужаснула тогда всю Переднюю Азию, но и в самой Ассирии вызвала серьёзное недовольство. На границах царства опять начинались смуты, некоторые государства вернули себе независимость, Урарту отвоевало обратно часть прежних своих владений.
Синаххерибу пришлось делать шаги, направленные на примирение со жрецами. Пришлось объявить, что великие боги сами прогневались на Вавилон за грехи его обитателей и решили его покинуть. Наследником престола Синаххерибу пришлось назначить сторонника жреческой партии, своего младшего сына Асархаддона, сына вавилонянки. Все ассирийцы «от мала до велика» присягнули новому наследнику, но это, естественно, вызвало недовольство его старших братьев. Синаххериб не любил своего наследника, не доверял ему и отослал в западные провинции.
Синаххериб нажил себе так много врагов, что в конце концов был убит, и не исключено, что вдохновителем убийства был его сын Асархаддон.

### Правление Асархаддона (680—669)
Асархаддон немедленно принял меры к восстановлению Вавилона, объявив, что Мардук сжалился над своим городом и пожелал вернуться туда. Одновременно с восстановлением главного храма Вавилона (при этом был построен знаменитый зиккурат, вошедший в позднейшие легенды под именем «Вавилонской башни»), начались работы по обновлению одного из главных храмов Ашшура. Привилегии ассирийских и вавилонских городов были вновь подтверждены и расширены, а подати в пользу храмов увеличены.
Чтобы защитить свои права на престол, Асархаддону пришлось предпринять поход на Ниневию против своих братьев.
Войны Асархаддона на востоке — в Манне и Мидии — шли с большим трудом. Формально здесь имелось около десятка ассирийских провинций, но фактически в большинстве из них власть ассирийцев не выходила за пределы крепостных стен, за которыми сидели их гарнизоны, а реальная власть принадлежала вождям мидийских племён, пока ещё разрозненных и враждовавших между собой, но уже склонявшихся к объединению. Неожиданные, хотя и не слишком серьёзные вылазки предпринимали Элам и Урарту. Асархаддону удалось отразить новое вторжение киммерийцев. Были подавлены антиассирийские выступления в Финикии и на верхнем Евфрате, тамошние мятежные цари в цепях были приведены в Ниневию и казнены. До основания был разрушен Сидон, и на его месте ассирийцы организовали опорный пункт для подготовки вторжения в Египет. Первый поход в Египет в 674 году до н. э. окончился неудачей. В 671 году до н. э. Асархаддон предпринял новый поход, разгромил армию фараона Тахарка и захватил Мемфис. Он принял титул «царь царей Египта, Верхнего Египта и Эфиопии», выразив таким образом намерение продолжать захват долины Нила. Но стоило Асархаддону вернуться в Ассирию, как в Египте начались волнения, и ассирийские гарнизоны оказались в осаде. В 669 году до н. э. Асархаддон снова повёл войска на Египет, но в дороге умер.
Асархаддон заблаговременно решил вопрос о престолонаследии — наследником ассирийского престола был назначен Ашшурбанапал, а его брат Шамаш-шум-укин — вавилонским царём, при верховной власти над обоими царствами Ашшурбанапала. Такое решение таило в себе семена будущего конфликта между братьями, но на первое время все обошлось благополучно. Ещё при жизни Асархаддона все население Ассирии было приведено к присяге на верность Ашшурбанапалу. Он смог беспрепятственно занять ассирийский престол.

### Правление Ашшурбанапала (669—627)

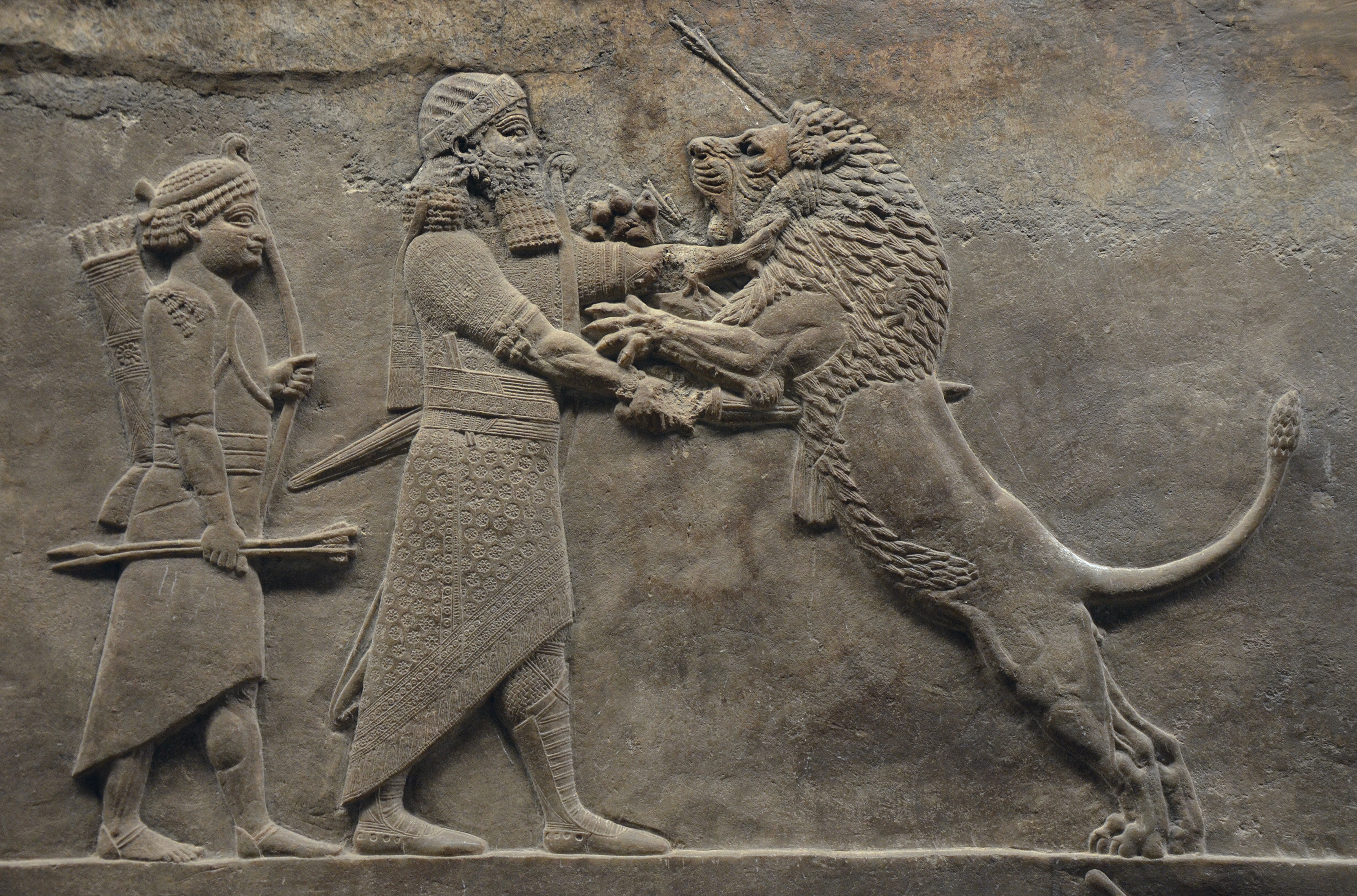
Ашшурбанипал охотитися на львов. Часть скульптурного изображения из Британского музея, Лондон

Ашшурбанапал был по тем временам прекрасно образован, он был единственным ассирийским правителем, умевшим читать клинопись. В своём дворце в Ниневии он собрал огромную библиотеку — более 20 тысяч превосходно выполненных клинописных табличек, своего рода энциклопедию тогдашних знаний и литературы. Ей мы обязаны большей частью наших знаний о культуре древней Месопотамии. Ещё до своего вступления на престол Ашшурбанапал приобрёл значительный административный опыт. Он был также ловким дипломатом, не брезгуя для достижения политических целей любыми интригами и даже убийствами. При этом его характеру были присущи злобная жестокость, стремление не только победить противника, но и максимально его унизить. Личного участия в военных походах он почти не принимал.
Поначалу Ассирия благополучно преодолевала трудности, но с каждым разом все с большим трудом. После нескольких лет войны, шедшей с переменным успехом, удалось усмирить Египет, пытавшийся вернуть себе независимость. Главным врагом был Элам, и с его царём Ашшурбанапал попытался установить мирные отношения (возможно, лишь с целью выиграть время). Тот пренебрёг этими попытками и поддержал антиассирийское восстание в Южной Месопотамии. Военный поход на юг в 663 году до н. э. оказался не особенно удачным, но в том же году эламский царь и предводители восставших внезапно умерли. После этого в Эламе начались династические распри, и Ашшурбанапал не преминул предоставить убежище некоторым претендентам, справедливо полагая, что они пригодятся в будущем.
В 655 году до н. э. Египет вернул себе независимость. Из-за угрозы со стороны Элама Ашшурбанапал не решился послать против него войска. В 653 году до н. э. эламский царь дважды вторгался в Южную Месопотамию, но оба раза был разбит, причём во второй раз он вместе с сыном погиб. Элам был отдан под власть царевичей, нашедших в своё время приют в Ассирии, но это не сделало Элам союзником Ассирии — на следующий год Элам оказался одним из главных участников широкой антиассирийской коалиции, которую возглавил вавилонский брат Ашшурбанапала.
Всех сирийских и палестинских царей, шейхов арабских племён, мидян, эламитов объединяла общая ненависть к Ассирии и надежда сбросить её тяжёлое ярмо. Номинальный царь Вавилона сумел привлечь на свою сторону многих из них и египетского фараона. В 652 году до н. э. начались военные действия. Ашшурбанапал по обыкновению действовал силой и хитростью. Эламское войско, шедшее на помощь, было разбито по дороге, а в тылу у него были инспирированы мятежи и династические распри. Все прочие участники коалиции, кроме арабов, не смогли оказать Вавилону существенной помощи, и он оказался в блокаде. После трёхлетней осады и ужасающего голода Вавилон пал. Шамаш-шум-укин велел поджечь свой дворец и бросился в пламя. «Царем» Вавилона была поставлена некая марионетка. Затем настал черёд Элама — он подвергся нашествиям ассирийских войск. Последним походом Ашшурбанапал руководил лично и победителем вступил в Сузы. Город был разрушен до основания. В Ниневию были вывезены неисчислимые сокровища, статуи богов и даже кости эламских царей, а также огромное число пленных. Элам фактически прекратил своё существование.
Установившееся в результате спокойствие в Ассирийском царстве было кладбищенским и недолгим.

## Гибель Ассирии
Когда Ашшурбанапал умер, Ассирия оказалась ввергнута в гражданскую войну. Один из сыновей Ашшурбанапала с помощью некоего полководца захватил власть, но на деле оказался его марионеткой. Осыпанный похвалами и милостями, полководец вскоре совершил государственный переворот и воцарился сам. Спустя короткое время он в свою очередь был свергнут другим сыном Ашшурбанапала.
Тем временем разрозненные племена мидян уже объединились в Мидийское царство, и оно могло нанести удар в самое сердце Ассирии. В 626 году до н. э. халдей Набопаласар захватил царскую власть в Вавилонии. В 615 году до н. э. мидийцы впервые появились у стен Ниневии, и в том же году войско Набопаласара осадило Ашшур. Тогда удалось отбросить и тех, и других. Но в следующем году вторжение мидян повторилось. Набопаласар немедленно двинул свои войска на соединение с ними, но его помощь даже не понадобилась, так как Ашшур пал ещё до прихода вавилонян. У его развалин цари Мидии и Вавилона заключили союз, скреплённый династическим браком. Мидийцам по договору с вавилонянами досталась северная часть поверженной державы, вавилонянам — южная.
В 612 году до н. э. союзные войска осадили Ниневию и взяли её всего через три месяца. Город был разрушен и разграблен. Уцелевшая часть ассирийского войска прорвалась к Харрану в верхней Месопотамии. Там оно получило помощь от Египта. Мидяне предпочли уйти восвояси со своей долей добычи, оставив вавилонянам добивать ассирийцев. В 610 году до н. э. был разбит последний остаток ассирийского войска.

## Наследие
Многие учёные рассматривают Новоассирийское царство как первую «подлинную», или иначе — «мировую», империю в истории человечества.
Ассирийская культура оказала значительное влияние на Персидскую империю и Нововавилонское царство.